# Kråksången
Kråksången är ett musikalbum av den svenske rapparen Promoe. Det släpptes den 22 april 2009, och är Promoes första soloskiva efter sin medverkan i gruppen Looptroop Rockers, och hans femte album totalt.
Albumets första singel, "Svennebanan", hånar överviktiga och den typiskt "svenniga" livsstilen. Svenska dagbladet beskriver låten som "ganska dålig".  Dess musikvideo har fått över en miljon visningar på Youtube. 

## Låtlista
1. "Du Kommer Ihåg" - 1:16
2. "Detta Har Hänt" - 3:45
3. "Lev Nu!" - 3:13
4. "Svennebanan" - 2:39
5. "Inflation" (Med Afasi) - 4:29
6. "Kråksången" - 4:11
7. "Mammas Gata" (Med Andreas Grega, Supreme & Timbuktu) - 3:35
8. "Några Nollor Efter" (Med Organismen) - 4:47
9. "Dekadansen" - 3:46
10. "Papper" - 3:07
11. "Rötmånad" - 4:39
12. "Ondskan" (Med Pst/Q) - 3:52
13. "Problem" (Med Vincent) - 3:44
14. "Yta" (Med Magnus Betnér) - 5:04
15. "Imperiet" - 4:14